# جیمز مکنزی
جیمز مکنزی (انگلیسی: James Mackenzie؛ ۱۲ آوریل ۱۸۵۳ – ۲۶ ژانویه ۱۹۲۵) یک دانشمند و متخصص قلب اسکاتلندی اهل پادشاهی متحد بریتانیای کبیر و ایرلند بود.
وی یکی از پیشگامان بررسی و پژوهش در زمینهٔ آریتمی قلب بود و به سبب مشارکت‌هایش در پزشکی قلب، وی را یکی از بزرگان پژوهش در زمینهٔ پزشکی می‌دانند و جرج پنجم در سال ۱۹۱۵ میلادی او را شوالیه نمود.
او دانش‌آموختهٔ رشتهٔ پزشکی در دانشگاه ادینبرو بود و در سال ۱۸۷۸ میلادی، فارغ‌التحصیل شد.
وی همچنین برندهٔ جوایزی همچون همکار انجمن سلطنتی شده‌است.